# Lola Fernández
Lola Fernández Caballero (Cartagena, Colombia, 15 de noviembre de 1926) es una pintora colombiana-costarricense. Se le considera en la actualidad una de las personalidades más destacadas de la pintura costarricense, cuyo prestigio ha rebasado las fronteras nacionales. Su pintura se caracteriza por un perfecto equilibrio y un estudiado balance de formas y colores que pasa de lo sutil a lo violento, pero contenida y mesurada, y de una gran limpieza. Ha realizado múltiples exposiciones individuales y colectivas en diversos países de América Latina, Estados Unidos, Europa y Costa Rica.

## Biografía
Nacida en la ciudad de Cartagena, de padres colombianos, radica en Costa Rica con su familia desde los 4 años de edad. Sus estudios primarios los realizó en la Escuela Vitalia Madrigal, los secundarios en el Colegio Nuestra Señora de Sion y el Colegio Superior de Señoritas, en la ciudad de San José. En 1941 inició sus estudios en la Escuela de Bellas Artes de Costa Rica, siendo sus maestros reconocidos pintores y artistas nacionales como Teodorico Quirós Alvarado, Francisco Amighetti, Manuel de la Cruz González, Margarita Bertheau, León Pacheco, Emma Gamboa, Carlos Salazar Herrera, Rigoberto Moya, Angelita Pacheco, Juan Manuel Sánchez Barrantes y Juan Portugués.
Sus cursos superiores los realizó en la Academia de Bellas Artes de la Universidad Nacional de Bogotá, Colombia.

## Carrera: docencia, exposiciones y premios
Estudió pintura en la Escuela de Bellas Artes de la Universidad de Costa Rica. Entre 1949 y 1950 se especializó en óleo y fresco en la Universidad Nacional de Bogotá.
De 1954 a 1958 cursó estudios de posgrado en la Academia de Bellas Artes de Florencia y viajó por Europa, Marruecos y Medio Oriente. En 1961 la UNESCO le otorgó un viaje de estudios por Japón, India, China e Indochina. Desde 1959 fue profesora en la Escuela de Bellas Artes de la Universidad de Costa Rica, hasta pensionarse.
En 1958 hizo una de las primeras exposiciones de arte abstracto en Costa Rica. Ha participado en exposiciones individuales y colectivas en Costa Rica, Colombia, México, Panamá, Alemania,
Suiza, Italia, Estados Unidos, Francia e Inglaterra. Entre los premios recibidos destacan el primer lugar del II Salón Anual de Artes Plásticas en 1973; el Premio Nacional de Pintura Aquileo
Echeverría en 1989; el premio Magón en 1995 y el Teodorico Quirós en 2007.